# Добри Войников
Дòбри Попòв Вòйников е български възрожденски учител, драматург, общественик и журналист, музикален и театрален деец. Той е основоположник на българския театър, пръв български режисьор и автор на театрални пиеси. Най-известна сред тях е „Криворазбраната цивилизация“ от 1871 г., смятана за най-добрата българска комедия до началото на 20 век.

## Биография
Добри Войников е роден на 22 ноември (10 ноември стар стил) 1833 година в Шумен в семейството на поп Васил Войников. Първоначално учи в родния си град при Сава Филаретов, Иван Богоров и Сава Доброплодни. Учи цигулка при унгарския емигрант Михай Шафран. Свири на флейта, китара и малко на пиано. От 1851 г. участва като цигулар в първия български оркестър, който е основан от Михай Шафран. Завършва френския колеж „Сен Беноа“ в Цариград (1856 – 1858). През целия си живот е учител – отначало в Шумен (1858 – 1864), където започва обществено-политическата си дейност като организатор на т.нар. „млади“ в черковната борба и като читалищен деец. Въвежда като учебни предмети „Българска история“ и „Нотно пеене“. Автор е на учебници по българска история, българска граматика и словесност, една христоматия, а през 1859 г. съставя ученически хор, изпълняващ двугласни, тригласни и четиригласни светски и духовни песни. Съставя и ръководи оркестър от 14 – 15 ученици и преподава частни уроци по цигулка, флейта и китара. След напускането на Шафран на Шумен през 1861 г., Войников поема ръководството на оркестъра. Принуден да емигрира в Румъния, учителства в Браила (1864 – 1870) и в Гюргево (1871 – 1873).
През 1860 г. Добри Войников издава „Сборник от разни съчинения“, антология на френската литература, която предизвиква полемики в печата между франкофили и русофили. По-късно публикува „Кратка българска история“ (1861) и „Ръководство за словесност“ (1874), която е сочена за един от най-добрите образци на българската литературна теория от 1870-те години.
През зимата на 1865 г. Войников организира в Браила българска любителска театрална група с оркестър. Пише драми и комедии, както и музика за тях. Директор е на първоначалното българско училище в града, което успява да издигне в класно. В периода 1867 – 1870 г. издава вестник „Дунавска зора“. През 1869 г. става един от учредителите на Българското книжовно дружество (днешната Българска академия на науките). От 1870 до 1876 г. продължава театралната си дейност в Букурещ, Гюргево и Шумен, където се връща през 1874 г., след като приема руско поданство. По време на Руско-турската освободителна война (1877 – 1878) става управител на сиропиталище в Търново, където умира от тиф. Гробът му се намира в парк „Дружба“ във Велико Търново до гроба на Кольо Фичето.

## Памет
На Добри Войников е наречена улица в квартал „Лозенец“ в София (Карта) и на същата улица се намира училище, на което той е патрон - 35 СЕУ „Добри Войников“. 

## Произведения
- „Кратка българска история“. Виена, 1861
- „Кратка българска граматика с упражнения“. Браила, 1864
- „Българска граматика за първоначални ученици“. Виена, 1869
- „Песни любавни, хороводни, сватбенски и смешни“ (Браила, 1868)
- „Сборник от разни съчинения. Изчерпени из французката литература и преведени с прибавления на няколко български съчинения за пример на младити, что ся занимават с писменост“ (Цариград-Галата, 1860)
- „Ръководство за словесност с примери за упражнение в разни видове съчинения на ученици в народните ни мъжки и женски училища“. Виена, 1874

### Исторически пиеси
- „Райна княгиня“
- „Покръщение на Преславски двор“ (1868)
- „Велислава, българска княгиня“ (1870)
- „Възцаряването на Крума Страшний“ (1871)

### Комедии
- „Криворазбраната цивилизация“ (1871)
- „Чорбаджията“ (1881)
- „По неволя доктор“ (1862)
- „Поевропейчването на един турчин“

### Битова драма
- Диманка или вярна пръвнинска любов (ръкопис – 1876)

Пиесите на Войников съставят главния репертоар на българския възрожденски театър. Те утвърждават и някои литературно-художествени традиции, възприети в драматургията на неговите последователи Васил Друмев и Иван Вазов.

## За него
- Ваня Добрева. Технология на историческата драма (Войников-Друмев-Вазов). София: Гал-Ико, 1997
- Ваня Добрева. Българската възрожденска комедия. София: УИ „Св. Климент Охридски“, 2011
- Вера Бонева. Градиво за биографията на Добри Войников. // Известия на държавните архиви. Т. 83. С., 2003, с. 131-150.
- Вера Бонева. Музей и памет. Домът на Добри Войников в Шумен. // Град и памет. Сборник с доклади от Втора национална научна конференция, проведена в Пазарджик на 5-6 юни 2014 г. Регионален исторически музей – Пазарджик, 2015, 145-155.